# OTI 1986
Il quindicesimo Festival della canzone iberoamericana si tenne a Santiago, in Cile il 15 novembre 1986 e fu vinto da Damaris, Miguel Ángel Guerra e Eduardo Fabiani che rappresentavano gli Stati Uniti d'America.

## Classifica
| Paese                                    | Artista                                        | Canzone                      | Posizione |
| Stati Uniti                              | Damaris, Miguel Ángel Guerra e Eduardo Fabiani | Todos                        | 1         |
| Messico                                  | Prisma                                         | De color de Rosa             | 2         |
| Argentina                                | Hugo Marcel                                    | A ti no te ha dicho          | 3         |
| Bolivia                                  | Carlos Alejandro Suárez                        | Para tocar lo más profundo   |           |
| Ecuador                                  | Marielisa                                      | Sonreir cuando quiero llorar |           |
| Cile                                     | Pancho Puelma                                  | Desde las nubes              |           |
| Costa Rica                               | Cristina Gutiérrez                             | Bendito seas, varón          |           |
| Perù                                     | Francesco Petrozzi                             | Aprenderé                    |           |
| Paraguay                                 | Rocío Cristal                                  | Papá                         |           |
| Rep. Dominicana                          | Cheo Zorrilla                                  | Sol de la noche              |           |
| Canada                                   | Ricky Campbell                                 | Vamos a la fiesta            |           |
| Colombia                                 | Noemí                                          | Ausencia                     |           |
| Porto Rico                               | Maggy                                          | Tu y yo solos, nada más      |           |
| Guatemala                                | Rodolfo Yela                                   | Amistad y Esperanza          |           |
| Panama                                   | Paulette                                       | Quizas no es el momento      |           |
| Portogallo                               | Carlos Pedro                                   | Adeus a praia                |           |
| Honduras                                 | Víctor Donayre                                 | Soy como soy                 |           |
| Venezuela                                | Nilda López                                    | Un nuevo amanecer            |           |
| Uruguay                                  | Miguel Ángel Montiel                           | Somos valientes              |           |
| El Salvador                              | Jaime Turich                                   | Pensálo dos veces, Martín    |           |
| Luogo: Teatro Municipal - Santiago, Cile |                                                |                              |           |